# Evansville (Wisconsin)
Evansville es una ciudad ubicada en el condado de Rock en el estado estadounidense de Wisconsin. En el Censo de 2010 tenía una población de 5012 habitantes y una densidad poblacional de 585,52 personas por km².

## Geografía
Evansville se encuentra ubicada en las coordenadas 42°46′40″N 89°17′50″O / 42.77778, -89.29722. Según la Oficina del Censo de los Estados Unidos, Evansville tiene una superficie total de 8.56 km², de la cual 8.41 km² corresponden a tierra firme y (1.75%) 0.15 km² es agua.

## Demografía
Según el censo de 2010, había 5012 personas residiendo en Evansville. La densidad de población era de 585,52 hab./km². De los 5012 habitantes, Evansville estaba compuesto por el 95.99% blancos, el 0.84% eran afroamericanos, el 0.46% eran amerindios, el 0.7% eran asiáticos, el 0% eran isleños del Pacífico, el 0.48% eran de otras razas y el 1.54% pertenecían a dos o más razas. Del total de la población el 3.57% eran hispanos o latinos de cualquier raza.